# Luke Hemsworth

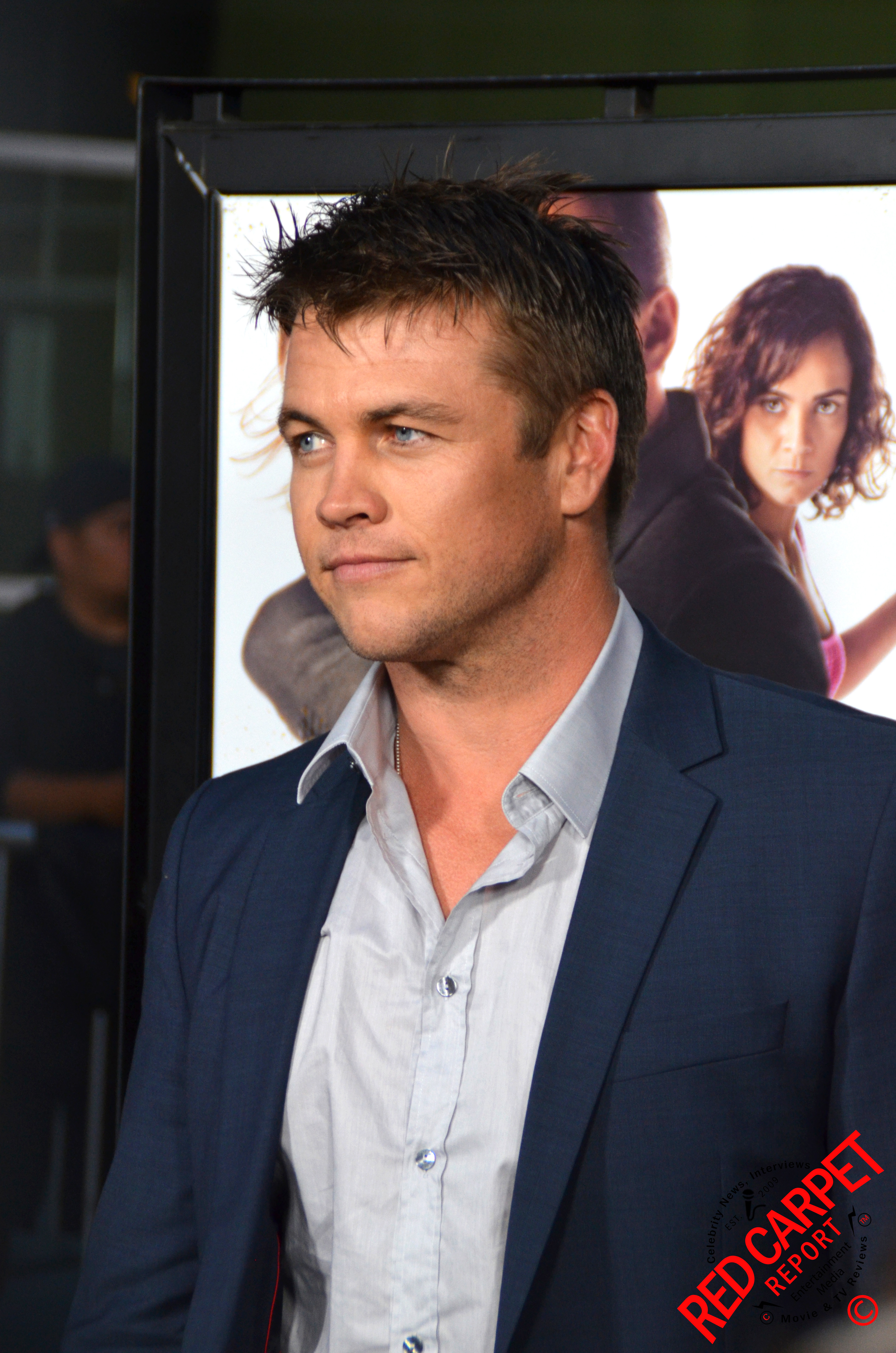
Luke Hemsworth (2015)

Luke Hemsworth (ur. 5 listopada 1981 w Melbourne) – australijski aktor telewizyjny i filmowy.

## Życiorys
Syn Craiga i Leonie, starszy brat aktorów Chrisa Hemswortha i Liama Hemswortha. Pracował w rodzinnym przedsiębiorstwie zajmującym się posadzkami. Studiował sztukę współczesną i aktorstwo na Deakin University. W 2001 w trakcie studiów otrzymał rolę Nathana Tysona w operze mydlanej Sąsiedzi. Przez kilka kolejnych lat występował w pojedynczych odcinkach australijskich seriali telewizyjnych. W 2009 zrezygnował z aktorstwa na rzecz powrotu do rodzinnej firmy. Do aktywnej działalności artystycznej powrócił po paru latach. W 2014 zagrał główną rolę w kryminale The Reckoning i jedną z głównych ról w czarnej komedii Kill Me Three Times. W 2016 dołączył do głównej obsady produkcji HBO Westworld.

## Filmografia
- 2001: Sąsiedzi (serial TV)
- 2003: Przygody w siodle (serial TV)
- 2004: Policjanci z Mt. Thomas (serial TV)
- 2005: Cena życia (serial TV)
- 2005: Last Man Standing (serial TV)
- 2007: Satysfakcja (serial TV)
- 2008: Księżniczka z krainy słoni (serial TV)
- 2009: Carla Cametti PD (serial TV)
- 2009: W pętli życia (serial TV)
- 2012: Bikie Wars: Brothers in Arms (miniserial)
- 2012: Szczęśliwy los (serial TV)
- 2014: Anomalia
- 2014: Kill Me Three Times
- 2014: The Reckoning
- 2015: Infini
- 2016: Westworld
- 2017: Hickok
- 2017: Thor: Ragnarok
- 2018: Jak łodzie
- 2018: Rzeka krwi
- 2018: Encounter
- 2019: Krypto. Strach to najtrudniejsza waluta
- 2020: Death of Me
- 2021: Asking for It
- 2022: Thor: Miłość i grom[5]